# Venera-9-Nunatak
Venera-9-Nunatak (russisch Нунатак Венера-9 Nunatak Wenera-9) ist ein Nunatak im ostantarktischen Mac-Robertson-Land. Er ragt nordwestlich des Venera-10-Nunataks im  in den Prince Charles Mountains auf.
Russische Wissenschaftler benannten ihn nach der Raumsonde Venera 9.